# Leshan
Leshan (Forenklet kinesisk: 乐山; traditionel kinesisk: 樂山; pinyin: Lèshān) er et kinesisk bypræfektur i provinsen Sichuan, ca. 130 km syd for Chengdu. Det har et areal på 12.826 km² og folketallet er på omkring 3.530.000 indbyggere (2007).
Hvor de tre floder Minjiang, Dadu He og Qingyi mødes er Leshans største seværdighed. Det er kæmpebuddhaen i Leshan, udhugget i bjergsiden af buddhistiske munke 719 og 803. Den har en højde på 71 m, skuldrene er 28 m brede, og dette gør den til verdens største statue af Buddha. Hovedet alene har en højde på 15 meter og en bredde på 10 meter; ørene er syv meter lange.
Statuen blev til for at tæmme den farlige hvirvelstrøm hvor floden Dadu løb ud i Minjiang. 

## Administrative enheder
Bypræfekturet Leshan har jurisdiktion over 4 distrikter (区 qū), et byamt (市 shì), 4 amter (县 xiàn) og 2 autonome amter (自治县 zìzhìxiàn).
| Kort             | Kort                  | Kort           | Kort                  | Kort                   | Kort        | Kort     |
| ---------------- | --------------------- | -------------- | --------------------- | ---------------------- | ----------- | -------- |
| Kort over Leshan |                       |                |                       |                        |             |          |
| #                | Navn                  | Hanzi          | Pinyin                | Befolkning (2004 est.) | Areal (km²) | Indb/km² |
| Distrikter       |                       |                |                       |                        |             |          |
| 1                | Shizhong              | 市中区         | Shìzhōng Qū           | 560.000                | 825         | 679      |
| 2                | Shawan                | 沙湾区         | Shāwān Qū             | 200.000                | 617         | 324      |
| 3                | Wutongqiao            | 五通桥区       | Wǔtōngqiáo Qū         | 320.000                | 474         | 675      |
| 4                | Jinkouhe              | 金口河区       | Jīnkǒuhé Qū           | 60.000                 | 598         | 100      |
| Byamter          |                       |                |                       |                        |             |          |
| 5                | Emeishan              | 峨眉山市       | Éméishān Shì          | 430.000                | 1.168       | 368      |
| Amter            |                       |                |                       |                        |             |          |
| 6                | Qianwei               | 犍为县         | Qiánwéi Xiàn          | 570.000                | 1.375       | 415      |
| 7                | Jingyan               | 井研县         | Jǐngyán Xiàn          | 410.000                | 841         | 488      |
| 8                | Jiajiang              | 夹江县         | Jiājiāng Xiàn         | 350.000                | 749         | 467      |
| 9                | Muchuan               | 沐川县         | Mùchuān Xiàn          | 260.000                | 1.401       | 186      |
| Autonome amter   |                       |                |                       |                        |             |          |
| 10               | Ebian (For yifolket)  | 峨边彝族自治县 | Ébiān Yízú Zìzhìxiàn  | 140.000                | 2.395       | 58       |
| 11               | Mabian (For yifolket) | 马边彝族自治县 | Mǎbiān Yízú Zìzhìxiàn | 180.000                | 2.383       | 76       |